# Rakava celica
Rakave celice (tudi rakaste celice) so nenormalne celice, ki se zaradi napak v delovanju regulacijskih mehanizmov celične delitve, diferenciacije in celičnega propada pospešeno delijo in v večjih številih tvorijo abnormalne novotvorbe, imenovane tumorji.
Celična delitev je nujni proces, ki omogoča obnavljanje poškodovanih tkiv in njihovo rast. Ko se materinska celica deli, tvori dve hčerinski celici, ki se zatem uporabita pri gradnji novih tkiv ali nadomeščanju odmrlih celic, propadlih zaradi starostnih procesov ter poškodb. Glavna razlika med zdravimi (nerakavimi) in rakavimi celicami je v nadzoru nad celično delitvijo, saj se normalne celice delijo le po potrebi, medtem ko rakave celice neprestano proizvajajo svoje kopije, ki so prav tako okvarjene. V procesu, znanem kot zasevanje (metastaziranje), se lahko tovrstne celice razširjajo po telesu in tvorijo nove tumorje. Na nastajanje tumorjev ima velik vpliv tudi zmanjšana raven apoptoze, tipa programirane celične smrti, kar prav tako vodi v pomnoževanje celičnega števila. Povečanje števila rakavih celic in njihovo širjenje po različnih tkivih nekega organizma ima negativen vpliv na delovanje posamičnih tkiv in organov, neredko pa vodi celo v smrt.
Sam nastanek rakave celice ni nujno pokazatelj velike nevarnosti, saj se v organizmih takšne celice pojavljajo pogosto. Mnogocelični organizmi imajo več različnih mehanizmov, s pomočjo katerih abnormalne celice zaznajo, označijo in odstranijo, pri čemer ne pride do resnejših okvar tkiv.

## Zgodovina odkrivanja
Leta 2016 so doktorski študent Edward John Odes in sodelavci poročali o odkritju osteosarkoma pri približno 1,7 milijonov let starih fosilnih ostankih hominina. Eni izmed prvih dokazov o pojavljanju raka pri človeku so tudi zapisi Egipčanov iz leta 1538 pred našim štetjem in mumificirani ostanki, ki izvirajo iz tega obdobja.
Velik napredek je človeško razumevanje raka in rakavih celic doživelo v obdobju renesanse. Kasneje je k raziskovanju mnogo pripomogel sir Rudolf Virchow, nemški biolog in politik, ki se je ukvarjal z mikroskopsko patologijo in ga imajo zato mnogi za začetnika celične patologije. V letu 1845 sta Virchow in angleški patolog ter zdravnik John Hughes Bennett neodvisno drug od drugega opazovala neobičajno povečanje števila belih krvnih celic pri svojih pacientih. Dve leti kasneje, leta 1847, je Virchow isto bolezensko stanje opisal kot bolezen krvi in ga poimenoval leukämie, od koder je kasneje izšel angleški termin leukemia in zatem še slovenski izraz levkemija. Hkrati je bil prvi, ko je leta 1857 opisal tip tumorja, ki se imenuje hordom ali chordoma (pogosto maligni tumor, ki nastane iz ostankov dorzalne horde).

## Razvrščanje
Glej tudi: Rak (bolezen)
Najpogosteje se rakave celice med seboj ločuje glede na rakava tkiva, ki jih gradijo. Delitev slednjih pa v glavnem temelji na mestu nastanka tumorja. Tako ločujemo:
- karcinome: večina rakavih celic izvira iz krovnega tkiva (epitelija), ki prekriva zunanjo in notranjo telesno površino.[15][16] Po nekaterih podatkih so karcinomi najbolj razširjen tip rakavih bolezni, ki zajema kar od 80 do 90 odstotkov vseh zabeleženih primerov raka.[16][17]
- levkemije: razvijejo se v tkivih, ki so odgovorna za proizvajanje novih krvnih celic[15]
- limfome: rakave celice nastanejo iz celic imunskega sistema v limfatičnem tkivu[15][16]
- sarkome: izvirajo iz celic mišičnega tkiva in vezivnega tkiva, kamor spadata tudi maščobno in kostno tkivo[15][16]
- mielome: tumor iz hematopoetskih celic kostnega mozga[18]

Obstaja še nekaj drugih manj poznanih tipov, ki so denimo omejeni na živčevje in matične celice, znotraj zgoraj omenjenih glavnih kategorij pa ločujemo mnoge specifične podtipe.
- Karcinom
- Levkemija
- Limfom
- Sarkom
- Mielom

## Značilnosti rakavih celic
Rakave celice pogosto v več lastnostih odstopajo od normalnih celic tkiva, iz katerega izvirajo. Te značilne spremembe celične ultrastrukture je mogoče opazovati pod mikroskopom in primerjati z normalnimi tkivi, kjer patološki znaki niso izraženi.

### Funkcionalne spremembe
Rakave celice so navadno dediferencirane in imajo neuravnovešen, hitreje potekajoč celični cikel. Spremembe se pojavljajo tudi v celični presnovi, saj se mnoge rakave celice raje poslužujejo glikolize kot pa celičnega dihanja. Strokovnjaki predvidevajo, da je glavni razlog velika potreba po NAD+ (nikotinamidadenindinukleotidu), ki jim omogoča hitrejšo rast in delitev. Pri aerobnem tipu presnove (celičnem dihanju) nastaja precej molekul ATP in nekaj NAD+. Problem za rakave celice se pojavi, kadar se ATP nabira v prevelikih koncentracijah, ker se takrat celično dihanje upočasni in posledično nastaja tudi manj NAD+. Za vrenje (podaljšan tip glikolize) pa je značilno, da ATP nastaja v manjšem številu, kar omogoča rakavim celicam, da imajo neprestan dotok NAD+.
Prisotne so lahko tudi nekatere epigenetske spremembe, kot so denimo kovalentne modifikacije histonskih beljakovin in metilacije nukleotidnega zaporedja DNK, pa tudi več heterokromatina, ki je prepisno neaktiven in se posledično ne morejo prepisovati nekateri geni, ki bi potencialno znižali raven celične delitve ali sprožili apoptozo. Precej poznano je tudi dejstvo, da imajo rakave celice za razliko od večine celičnih tipov stabilne telomere kromosomov, ki jih obnavljajo z encimi telomerazami in tako preprečujejo celično smrt ter si omogočajo teoretično neomejeno možnost celične delitve.

### Strukturne spremembe
Najbolj opazna lastnost je sprememba velikosti in celične oblike, saj so rakave celice navadno večje ali manjše kot tipične celice karakterističnih tkiv in bolj okroglih oblik, kar je še posebej uporabno pri razločevanju rakavih celic v tkivih, kjer so celice normalno visokoprizmatske, kubične, poligonalne (izodiametrične) ali značilne asimetrične oblike. Običajno je pri rakavih celicah celično jedro večje in se poleg svoje velikosti velikokrat razlikuje tudi v prisotnosti in porazdelitvi jedrnih beljakovin, zbiranju (agregaciji) ali razpršitvi kromatina ter povečanju, pomnoževanju ali zmanjšanju jedrca, prisotno pa je lahko tudi večje število jeder v eni celici. Za večino celičnih tipov je značilno okroglo ali ovalno celično jedro, ki pa je pri rakavih celicah nepravilnih oblik ali je celo razdeljeno v segmente (tako imenovano segmentirano celično jedro).
Za rakava tkiva velja, da je v njih manj povezav med celicami (primanjkuje jim adhezivnih molekul, ki so značilne za tvorbo privlakov med sosednjimi celicami) in več medceličnih prostorov, kar je še posebej uporabno pri določanju rakavih celic v tkivih, kjer so zdrave celice nameščene tesno druga ob drugi (kot so denimo v epitelijih). Hkrati je za rakava tkiva značilna prekinjena bazalna lamina, stična plast medceličnine. Mogoče so tudi spremembe celičnega glikokaliksa, glikoproteinskega in glikolipidnega sloja, ki pokriva celično membrano nekaterih celic in je pri rakavih celicah iz drugih sestavin ali drugačne debeline. Določena odstopanja je mogoče opaziti v citoplazmi rakavih celic, ki se ji zmanjša volumen in vnovično preuredi citoskelet ter pojavijo spremembe v membranskih organelih (pri urotelijskih papilarnih karcinomih se namesto fuziformnih veziklov v obliki diskov tvorijo majhni ter okrogli vezikli, drugod pa se poveča število avtofagnih vakuol).
Naštete abnormalnosti se sicer ne pojavljajo vselej skupaj in pri vseh tipih rakavih celic, a so kljub temu dejavnik, ki pripomore k zanesljivejšemu ugotavljanju raka in spremljanju njegove rasti ter širjenja.

## Vzroki in nastanek
Glej tudi: Rak (bolezen)
Rakave celice nastajajo ob poškodbah in spremembah genov, ki so neposredno ali posredno povezani s celično delitvijo, diferenciacijo in celično smrtjo. Karcinogenezo ali kancerogenezo (nastajanje rakavih celic in posledično malignih novotvorb) sprožijo mutacije ali epigenetske spremembe (tudi epimutacije, pri katerih ne pride do spremembe nukleotidnega zaporedja) normalnih celic, kar povzroči neravnovesje med rastjo in razmnoževanjem ter celično smrtjo. Velja, da večji del rakavih celic nastane iz zgolj ene izvorne, ki se je izognila popravljalnim mehanizmom organizma, kar pomeni, da so si tovrstne celice genetsko enake (so kloni). Kljub temu je popolna genetska enakost prisotna le na samem začetku, saj so rakave celice zaradi številnih delitev in mnogih mutacij genetsko nestabilne in občasno znotraj nekega tumorja tvorijo tako imenovane subklone, ki imajo specifične genetske značilnosti. Prav genetska nestabilnost, zaradi katere se rakave celice skozi generacije vselej spreminjajo, je velika težava pri zdravljenju raka, saj se uspejo številne posamične celice izogniti terapevtskim posegom.
Poškodbe in spremembe molekule DNK lahko povzročijo tako imenovani kancerogeni (kemijski, biološki ali radiacijski), kot so denimo razne kemikalije, radioaktivno sevanje in drugi vplivi okolja. Potencialno pa v nastajanje rakavih celic vodijo tudi mutacije, ki so posledica napak pri podvajanju DNK, čemur so pogosteje izpostavljene starejše celice, saj se s starostjo celice mutacije kopičijo. Ena sama mutacija ali epigenetska sprememba ne zadostuje za pojav rakave celice; za nastanek je nujno dalj časa trajajoče zbiranje mutacij raznih genov. Po nekaterih podatkih je za večino rakavih celic značilno vsaj 60 različnih mutacij. Dodatna dejavnika povečanega tveganja sta dednost in onkovirusi.
Nenadzorovana delitev rakavih celic lahko vodi v nastajanje benignih ali malignih tumorjev (raka). Za benigne tumorje je značilno, da se ne razširjajo po telesu in na drugih mestih ne tvorijo zasevkov, medtem ko so maligni tumorji agresivnejši, imajo večji negativni vpliv na delovanje tkiv in organov ter se prenašajo iz enega dela telesa v drugega.

## Rakave celice in evolucijski razvoj

### Rakave celice in organizem
Pojav rakavih celic je tesno povezan z nastankom mnogoceličnih organizmov, pri katerih celice delujejo kot en sam organizem in med seboj neprestano sodelujejo (določeni celični tipi skrbijo za razgradnjo kompleksnih hranil, drugi proizvajajo specifične hormone, tretji so namenjeni obrambi pred patogeni in avtofagiji odmrlih celic, zgolj nekatere celice pa ohranijo zmožnost nenehne celične delitve). Takšno uravnavano delovanje skupin celic je nujno za preživetje celotnega organizma in njegovo rast ter razmnoževanje. Vsakršno odstopanje od pričakovanega načina opravljanja različnih nalog lahko nosi resne posledice, kar je najbolje vidno prav pri pojavljanju rakavih celic, ki so edinstvene ravno zaradi svojih nesocialnih oziroma sebičnih lastnosti. Rakave celice se namreč nenadzorovano delijo, si prisvajajo hranila, ovirajo normalno delovanje in se širijo ter zasedajo področja, kjer sicer niso bile prisotne. Poleg tega se ne odzivajo na opozorilne zunajcelične signale, ki izvirajo iz celic normalnih tkiv in celic imunskega sistema.
Mnogocelični organizmi, ki so posedovali določene prilagoditve, ki ovirajo nemoteno širjenje rakavih celic in te zaznajo, še preden postanejo invazivne, so bili v prednosti in so posledično zaradi procesa naravnega izbora postajali bolj pogosti. Največji problem predstavljajo rakave celice, ki se razvijejo v starem organizmu, saj na tega deluje manjši selekcijski pritisk, ker je običajno že prešel razmnoževalno obdobje in mu pojav tumorjev ne more več zmanjšati reproduktivnega uspeha. Opisan pojav je posledica evolucijske strategije, ki daje prednost razmnoževanju in ne ohranitvi posamičnega organizma (manj energije je vloženo v trajnost tkiv in njihovo obnavljanje).
Z evolucijskim razvojem organizmov je tesno povezan tudi Petov paradoks, ki privzema, da pojavnost (incidenca) raka ni odvisna od števila celic nekega organizma. Tako je pri kitih incidenca raka precej manjša kot pri ljudeh, četudi imajo prvi mnogo več celic.

### Evolucijski razvoj rakavih celic
Naravni izbor deluje tudi na rakave celice, ki morajo biti zato prilagojene na posebni tip spremenjenega okolja. Tumor, ki sestoji iz klonov rakavih celic, je namreč povsem drugačno mikrookolje, kot ga predstavljajo okoliška tkiva, zgrajena iz normalnih celic. Med značilnosti tega mikrookolja spadajo spremenjeno dovajanje hranil, na katerega se tumorji prilagajajo tudi z angiogenezo (ožiljenjem), znižanje parcialnega tlaka kisika (na katerega se rakave celice odzovejo z izvajanjem glikolize namesto celičnega dihanja), drugačen transport snovi in preureditev tkiv (prisotne so določene spremembe celičnih membran in medceličnih stikov). Zgolj dovolj uspešne rakave celice, ki se z ustreznimi genetskimi spremembami uspejo prilagoditi na specifične pogoje, so v prednosti in preživijo ter se delijo dalje.